# Brent Scott
Brent Steven Scott (Lansing, Michigan, 15 de juny de 1971) és un exjugador de bàsquet estatunidenc.

## Carrera esportiva
Després de l'institut va començar jugant a la Rice University el 1989. L'any 1993 busca oportunitats a Europa fitxant pel Larissa de la lliga grega. El 1995 fa el salt a la lliga italiana fins que en setembre de 1996 fitxa pels Indiana Pacers com a agent lliure. La temporada 1997-98 torna a Europa, debutant a la lliga ACB de la mà del Tau Cerámica. La temporada següent juga al Viola Reggio Calabria italià, per fitxar en la 1999-00 pel Reial Madrid, amb qui es proclamaria campió de lliga aquella temporada. Va jugar a Itàlia novament i a Grècia abans de fitxar pel Murcia primer, i pel Joventut de Badalona després, en juliol de 2004 per substituir Zan Tabak. Va ser tallat en febrer d'aquella temporada i va fitxar pel CAI Saragossa.